# Lethaxonidae
Lethaxonidae zijn  een familie van mijten. Bij de familie zijn 3 geslachten met circa 15 soorten ingedeeld.